# Kleinkastell Allmendfeld

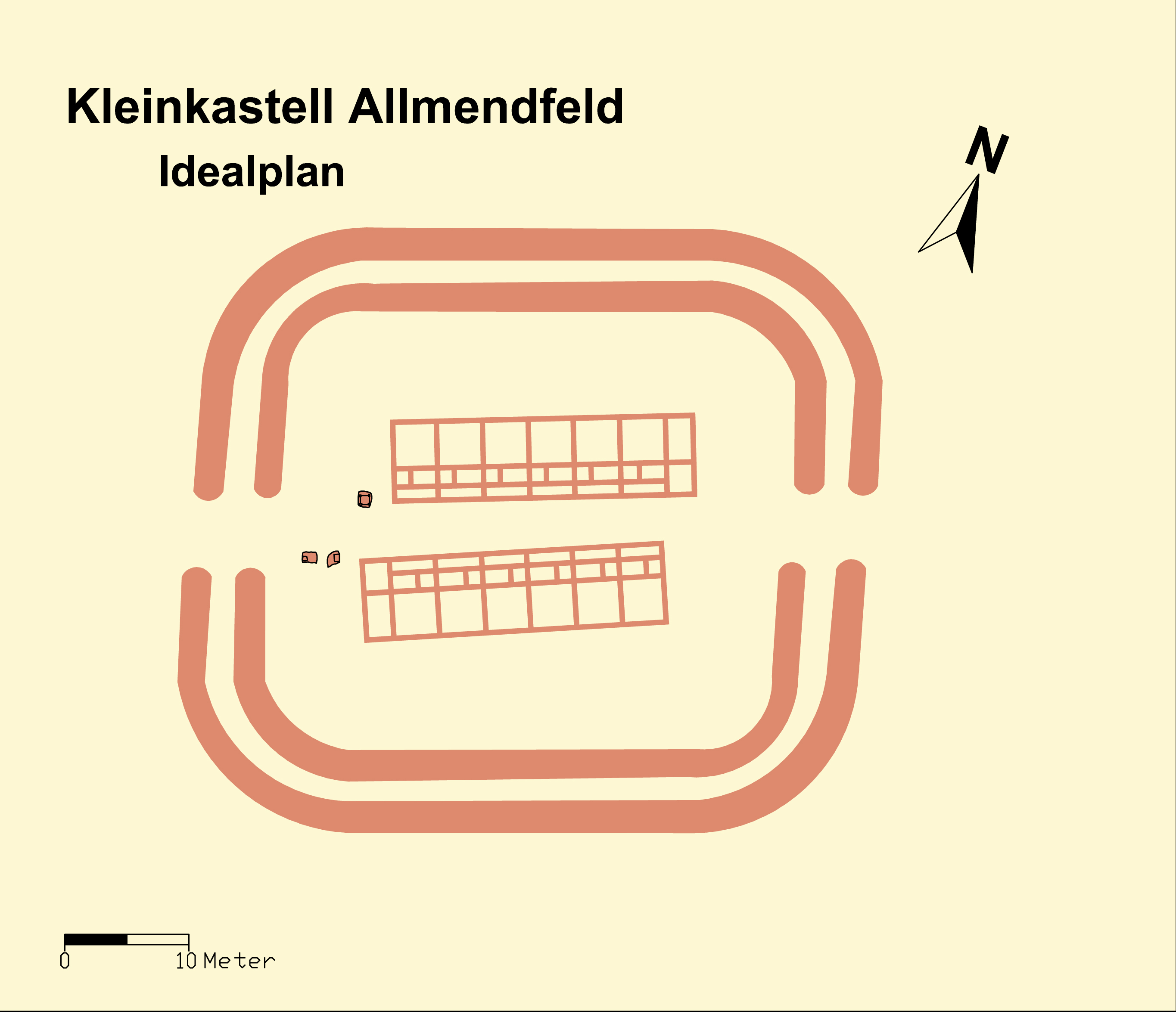
Idealisierter Grundriss des Kleinkastells Allmendfeld

Das Kleinkastell Allmendfeld war ein römisches Kleinkastell im rückwärtigen Bereich des Obergermanischen Limes. Seine Überreste befinden sich im Sumpfgebiet einer alten Neckarschleife, auf Bickenbacher Gemarkung liegend, bei Gernsheim-Allmendfeld, Kreis Groß-Gerau im Hessischen Ried nahe Darmstadt. Vergleichbar mit dem Kastell Wagbach liegt auch dieses abseits der Linie der Limeskastelle im Hinterland und datiert in die zweite Hälfte des 1. Jahrhunderts n. Chr. Durch das Kleinkastell verlief die römische Straße von Gernsheim nach Dieburg.

## Forschungsgeschichte
1934 wurde bei der Anlage von Entwässerungsgräben durch den Reichsarbeitsdienst (RAD) im Landkreis Darmstadt-Dieburg bei Bickenbach in der Gewann „Schiffslache“ die Sumpfbrücke Bickenbach entdeckt. Die Brücke war in römischer Zeit Teil der Straße von Gernsheim nach Dieburg und wurde gegen Ende des 2. Jahrhunderts n. Chr. aufgegeben und durch einen Straßendamm ersetzt. Sie führte die Archäologen zu einer weiteren römischen Fundstelle am östlichen Rande des Sumpfes.
Luftbildaufnahmen des ehrenamtlichen Mitarbeiters der hessischen Bodendenkmalpflege Peter Groß aus dem Jahr 1999 zeigen deutlich Strukturen eines Kleinkastells. Zur Bestätigung der Luftbilder wurde im Februar 2001 eine geophysikalische Prospektion durchgeführt, die detailliert eine mit zwei Gräben umwehrte Anlage mit Innenbebauung erbrachte.
Römische Befestigungen dieser Art waren im Hessischen Ried fernab des Limes bis dato nicht bekannt, sodass auf eine vollständige Ausgrabung entschieden wurde, die vom 12. Mai bis zum 17. August 2001 von der Außenstelle Darmstadt des Landesamtes für Denkmalpflege Hessen durchgeführt wurde.

## Konstruktion
Das Kleinkastell misst 57 × 48,5 Meter außen und umschließt einen Innenraum 38 × 30 Metern. Es wird von zwei rund fünf Meter breiten, umlaufenden Spitzgräben umgeben, die an der West- und an der Ostseite unterbrochen werden. Diese Durchlässe waren im Westen 3,5 Meter und im Osten 5,0 Meter breit. Sie werden als Lagertore gedeutet. Pfostensetzungen im Bereich der Durchlässe weisen auf eine hölzerne Toranlage hin. Die Umwehrung bestand wahrscheinlich aus einer Rasensodenmauer, die bislang archäologisch nicht nachgewiesen wurde.

## Innenbebauung
Bei den Ausgrabungen von 2001 wurden im Inneren der Anlage die im Boden konservierten Abdrücke und Vertiefungen hölzerner Bauelemente aufgedeckt (Wandgräbchen). Dieser Befund erlaubte es den Archäologen, zwei je 24,5 Meter lange Mannschaftsbaracken zu identifizieren, die in insgesamt jeweils sieben Räume unterteilt waren, jeweils sechs Contubernien und ein kleinerer Vorraum.
Die einzelnen Contubernien waren ebenfalls unterteilt in jeweils einen 11,5 Quadratmeter großen Schlafraum und einen 3,5 Quadratmeter großen Vorraum. Aus der Anzahl der Contubernien kann auf die Stärke der Besatzung geschlossen werden. Geht man von acht Soldaten pro Contubernium aus, so erhält man eine Besatzungsstärke von 96 Soldaten zuzüglich Offiziere für diesen Standort.
Die südliche Baracke weist Anzeichen einer nachmilitärischen Nutzung auf. Dazu gehören auch Brunnen, die teilweise die Kastellbefunde überlagern. Die Eichenhölzer aus den Brunnenkästen wurden in die Jahre 125–130 n. Chr. datiert. Dieser Befund wird von den Bearbeitern dahingehend gedeutet, dass hier eine zivile Nachnutzung, etwa durch eine Villa rustica, stattgefunden hat. In den Kontext der zivilen Nutzung gehören auch Funde einer Hypokaustanlage des Bades.

## Datierung
Lage, Struktur und Ausgrabungsergebnisse deuten darauf hin, dass das Kleinkastell in domitianischer Zeit erbaut wurde und bereits im Zuge der Truppenverlegung unter Trajan aufgelassen wurde. Es erfolgte eine zivile Umnutzung als Villa rustica noch vor der Mitte des 2. Jahrhunderts. Mit der Datierung in die Zeit Domitians ist das Lager von Allmendfeld das früheste bekannte Kleinkastell in Obergermanien.

## Funktion
Die Installation liegt rund 35 Kilometer im Hinterland des obergermanischen Limes. Durch das Lager hindurch führte die Straße von Gernsheim nach Dieburg, die in Stockstadt am Limes beginnt und bei Gernsheim durch ein Sumpfgebiet führt. Unmittelbar vor dem Lager endet die Sumpfbrücke von Bickenbach. Aus diesem Befund heraus wird das Lager als Straßenkastell interpretiert. Die Nähe zum zeitgleichen Kastell Gernsheim lässt hier auf einen Zusammenhang schließen.

## Denkmalschutz
Das Kleinkastell Allmendfeld ist ein Bodendenkmal im Sinne des Hessischen Denkmalschutzgesetz. Nachforschungen und gezieltes Sammeln von Funden sind genehmigungspflichtig, Zufallsfunde an die Denkmalbehörden zu melden.